# 潮見直之
潮見 直之（しおみ なおゆき　1956年（昭和31年）7月25日 - ）は日本の裁判官、公証人。仙台高等裁判所秋田支部長。東北大学卒業。北海道出身。

## 経歴
- 1982年（昭和57年）　司法修習生（第35期）[1]
- 1984年（昭和59年）4月13日　仙台地方裁判所判事補任官[1]
- 1986年（昭和61年）4月1日　東京地方裁判所判事補 、同年4月13日　東京簡易裁判所判事を兼任[1]
- 1989年（平成元年）4月1日　青森地方裁判所八戸支部・青森家庭裁判所八戸支部判事補、八戸簡易裁判所判事[1]
- 1992年（平成4年）4月1日　名古屋地方裁判所判事補、名古屋簡易裁判所判事[1]
- 1994年（平成6年）4月13日　名古屋地方裁判所判事、名古屋簡易裁判所判事[1]
- 1995年（平成7年）4月1日　釧路地方裁判所・釧路家庭裁判所北見支部兼網走支部判事、北見簡易裁判所判事、網走簡易裁判所判事[1]
- 1997年（平成9年）4月1日　釧路地方裁判所北見支部長・釧路家庭裁判所北見支部長、北見簡易裁判所判事[1]
- 1999年（平成11年）4月1日　東京地方裁判所判事、東京簡易裁判所判事[1]
- 2002年（平成14年）4月1日　仙台高等裁判所秋田支部判事[1]
- 2005年（平成17年）4月1日　仙台地方裁判所部総括判事（第1民事部）[1]
- 2006年（平成18年）10月16日　仙台地方裁判所部総括判事、仙台簡易裁判所判事[1]
- 2009年（平成21年）4月1日　仙台高等裁判所判事（第2民事部）、仙台簡易裁判所判事[1]
- 2012年（平成24年）4月1日　福島地方裁判所・福島家庭裁判所部総括判事、福島簡易裁判所判事[1]
- 2015年（平成27年）4月1日　仙台高等裁判所判事（第1民事部）
- 2019年（令和元年）5月10日  仙台高等裁判所秋田支部長[2]
- 2020年（令和2年）12月11日  仙台本町公証役場公証人[3]

## 担当訴訟
- 原爆症認定訴訟（仙台地裁裁判長　仙台市の被爆者2人が国の認定却下処分の取り消しと賠償を求めた裁判で、賠償請求は退けたが却下処分を取り消す原告勝訴の判決　2007年）
- 服役中に医師が胸部レントゲン検査の画像を読み誤ったため治療不能な末期がんに症状が進行したとして、原告が刑務所を管理する国に損害賠償を求めた訴訟（仙台地裁裁判長　医師の過失を認め過失がなければ手術で根治した可能性が高いとして国に約4875万円の支払いを命じる判決　2007年10月）
- 仙台アーケード街トラック暴走事件で死亡した会社員の遺族が、トラックを貸したレンタカー会社とアーケード内の歩道を管理する市に損害賠償を求めた訴訟（仙台地裁裁判長　市への請求を棄却する一方で、自動車損害賠償保障法に基づき「運行供用者」としての賠償責任があるとする原告の主張を認めレンタカー会社に6410万円の支払いを命じる判決　2008年5月）
- 福島第一原発事故に伴う避難生活中に自殺した遺族による東京電力に対する損害賠償請求訴訟（福島地裁裁判長　事故と自殺の因果関係を認め、東電に計約4900万円の賠償を命じた判決　2014年8月）[4]
- 裁判員制度の裁判員を務めたことに起因する急性ストレス障害（ASD）発症者による国家賠償請求訴訟（福島地裁裁判長　原告の裁判員経験とASDの因果関係を認めたものの、今回の被害によって裁判員制度で課される国民の負担が憲法13条、18条、22条、80条に反して合理的な範囲を超えているとはいえず、請求を棄却した判決　2014年9月）[5]